# Иностранные формирования войск СС
Иностранные формирования войск СС — вооружённые формирования СС, составленные из иностранцев и этнических немцев, проживавших в других странах. В течение Второй мировой войны в подобных войсках прошло службу более 400 тысяч немцев-граждан Германии и более 522 тысяч солдат из других стран, в числе которых было 185 тысяч фольксдойче. Общая численность иностранных добровольцев составила 57 % от численности войск СС.

## История формирования
В 1939 году руководитель СС Генрих Гиммлер вступил в серьёзный конфликт с командованием вермахта: оно раскритиковало идею расширения воинских подразделений СС и не позволяло призывать достаточно людей в ряды войск СС. Из общего числа призывников 2/3 отправлялись в Сухопутные войска, остальные в Люфтваффе и Кригсмарине. СС пополнялись только из общей армейской доли.
В декабре 1939 года в Берлине был создан специальный призывной пункт СС под командованием Готтлоба Бергера, обергруппенфюрера СС. На территории Рейха призыв граждан немецкой национальности был ограничен, зато эти ограничения не действовали на фольксдойче из других стран и добровольцев из числа граждан тех стран, чьё население имело общие германские корни. Благодаря таким возможностями Гиммлер стал призывать в вооружённые формирования СС этнических немцев из разных стран. Изначально решение о службе в СС принималось добровольно самим этническим немцем, но затем служба стала обязательной, и многие фольксдойче шли в СС под страхом тюрьмы или расстрела. Однако, чтобы сохранить чистоту немецкой крови, Гиммлер вынужден был разрешить служить в СС добровольцам из Нидерландов и Скандинавии — именно голландцы и скандинавы являлись наиболее близкими немцам по антропологическим и психологическим показателям.
Расцвет призыва пришёлся на июнь 1941 года, когда немецкие войска готовились ко вторжению в СССР: множество членов национал-социалистических партий оккупированных стран присоединились к рядам СС, желая принять участие в «Крестовом походе против большевизма», а некоторые отправились служить по двухлетнему контракту. Большинство бойцов показали себя отменными солдатами и бесстрашными воинами, однако репутация дивизий достигалась ценой огромных жертв. В 1943 году контракты у многих солдат прекратили своё действие, и число желающих служить резко упало. Вследствие этого множество иностранных легионов было расформировано, а оставшиеся бойцы перешли в другие добровольческие дивизии.
По ходу военных действий положение германских войск ухудшалось, и вскоре непреклонный Гиммлер всё же издал распоряжение о допуске на службу представителей «негерманских» и «неарийских» народов. Так в СС появились добровольцы из славянских, мусульманских, азиатских и даже африканских народов. В СС появились 22 иностранные дивизии, а также две испанские добровольческие роты, куда вошли составы 250-й испанской дивизии. В войсках СС служили даже представители нейтральных стран, в числе которых было от 100 до 130 шведов. Однако они не показали себя с лучшей стороны, а больше прославились массовыми убийствами мирных жителей. Уникальной была 36-я дивизия «Дирлевангер», куда набирали военнопленных и различных преступников: национальный состав там был довольно разнообразный.
Несмотря на то, что организация СС и её части войск СС была признана преступной приговором Нюрнбергского трибунала, не все её члены были названы преступниками — в приговоре была сделана специальная оговорка насчёт непричастности членов войск СС принятых на службу с 1943 года в силу принудительного характера призыва, а также тех, кто не совершал преступлений, перечисленных в ст. 6 Устава Трибунала. В Эстонии и Латвии после их вступления в ЕС националистические силы ежегодно проводят шествия памяти 20-й эстонской дивизии и Латышского добровольческого легиона СС (с 2010 года вступил в силу вердикт Сената Верховного суда ЛР, признавший незаконным запрет Марша легионеров, наложенный Рижской думой). Сильны подобные настроения и на Западной Украине: националисты ежегодно проводят мероприятия памяти 14-й украинской дивизии «Галичина» и заявляют, что имеют на это полное право, поскольку юридически не доказана причастность солдат 14-й дивизии к военным преступлениям в ходе Второй мировой войны.

## Список иностранных формирований войск СС

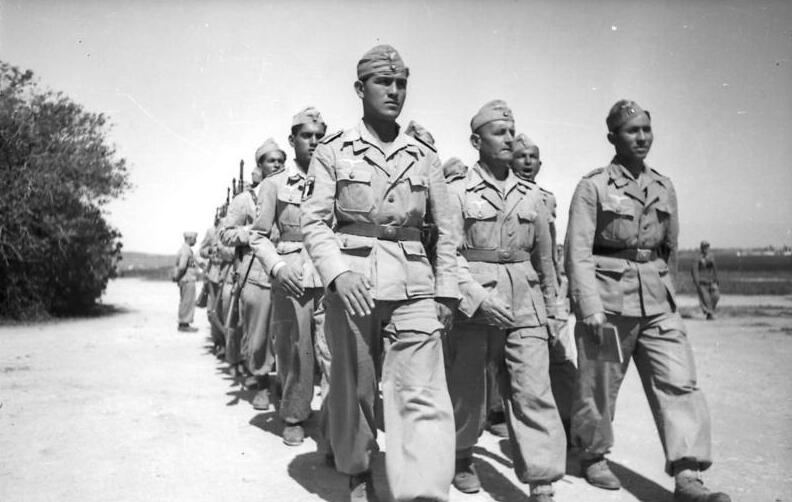
Арабские добровольцы СС

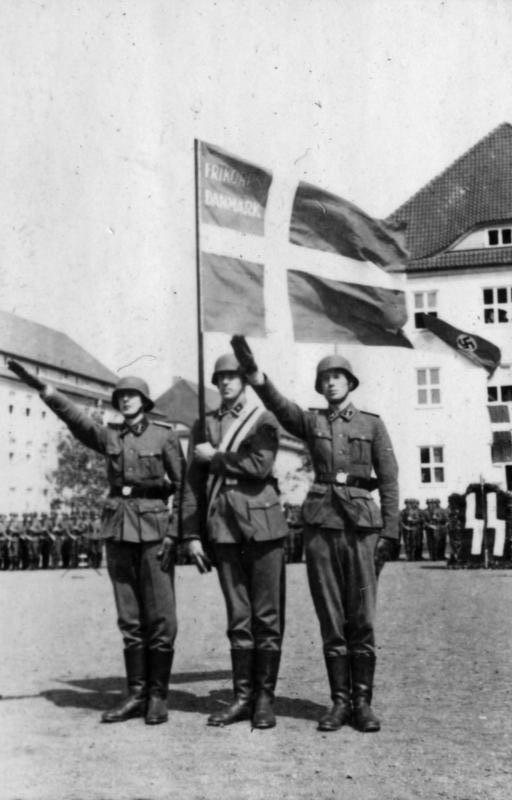
Солдаты Свободного корпуса СС (1-й датский) приносят присягу

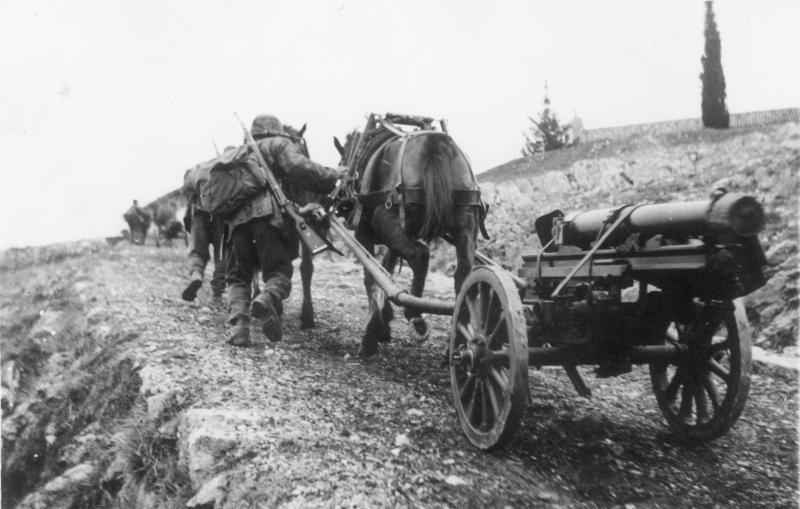
Солдаты 24-й горнопехотной дивизии СС перевозят артиллерию на повозках, запряжённых лошадьми

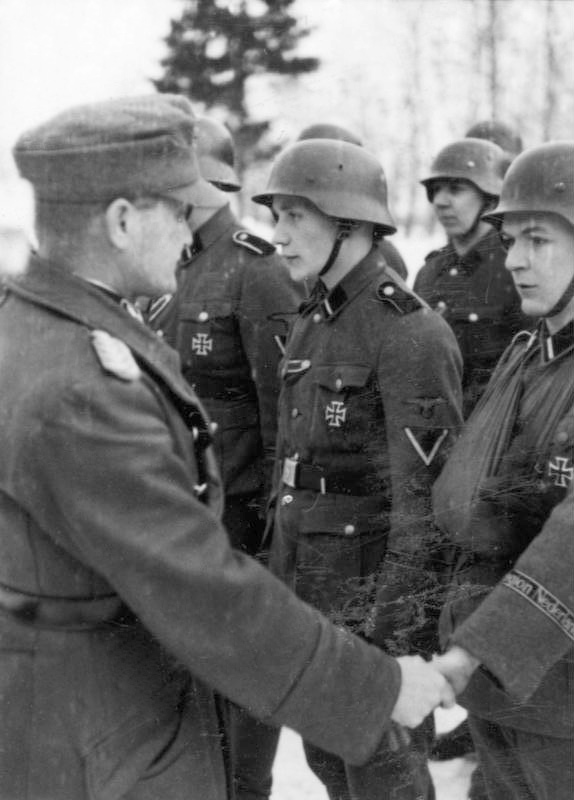
Солдаты 23-й дивизии СС «Недерланд»

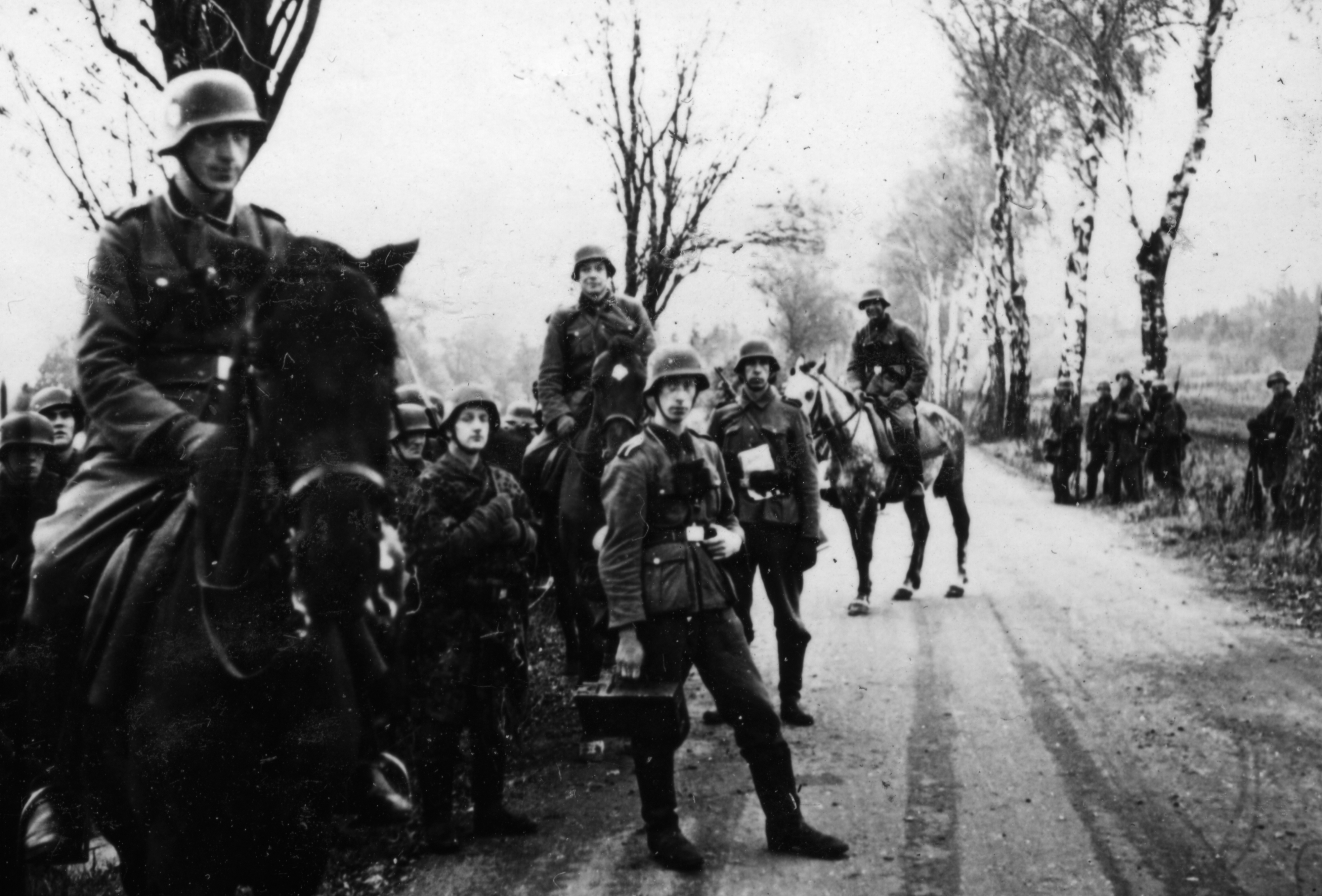
Норвежский легион СС

Сербский добровольческий корпус СС на параде

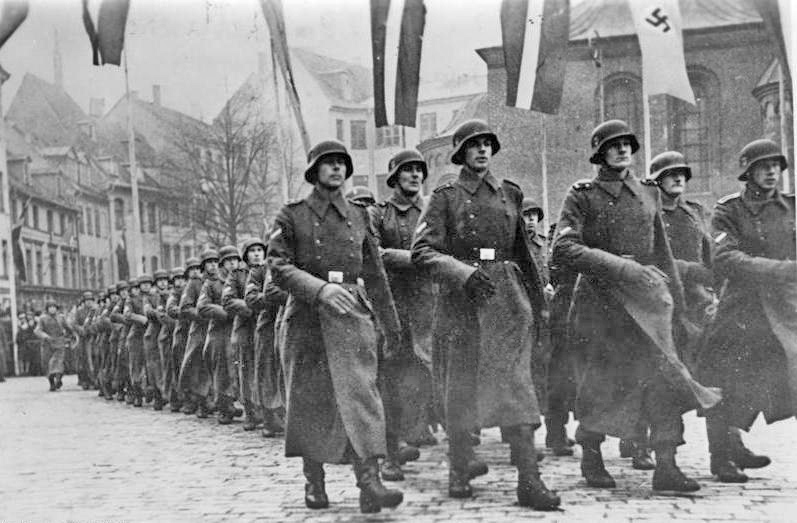
Латышские легионеры

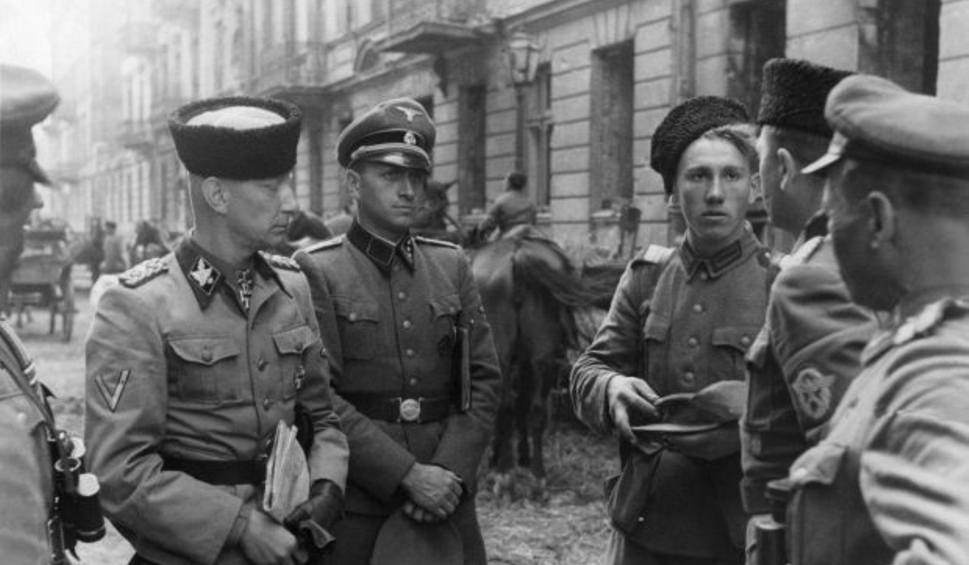
Русские казачьи части во время подавления Варшавского восстания

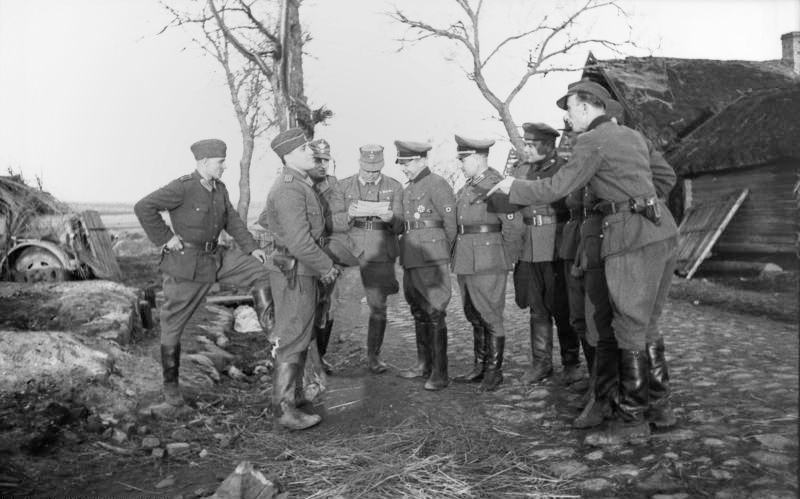
Русские добровольцы 29-й (1-й русской) пехотной дивизии СС "РОНА"

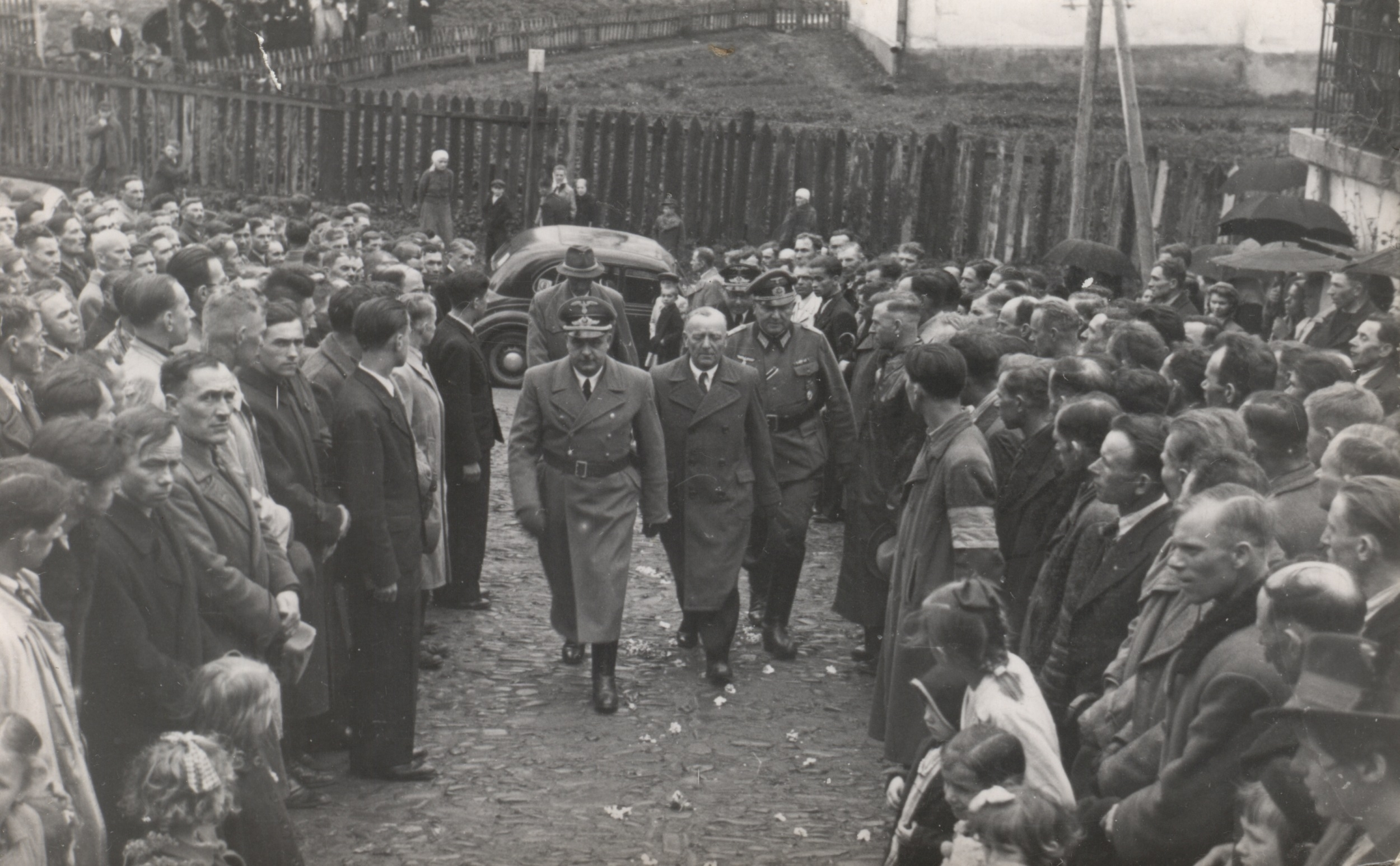
Командование дивизии СС «Галичина»

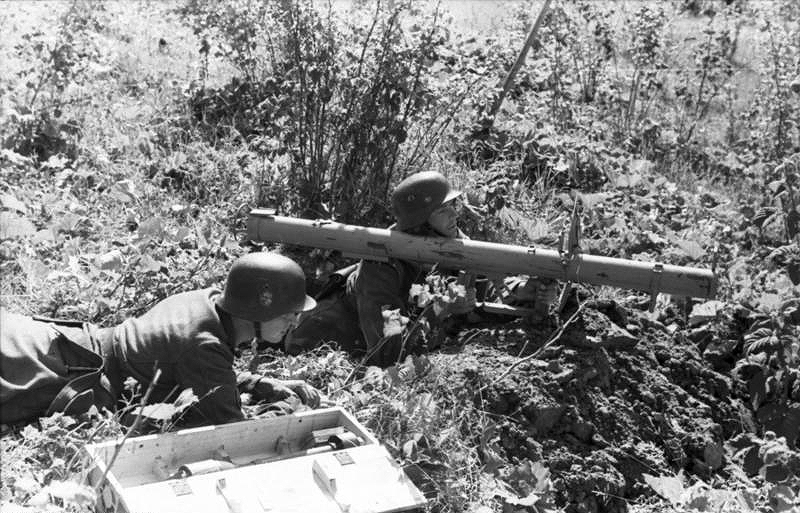
Солдаты 20-й эстонской дивизии СС с гранатомётом

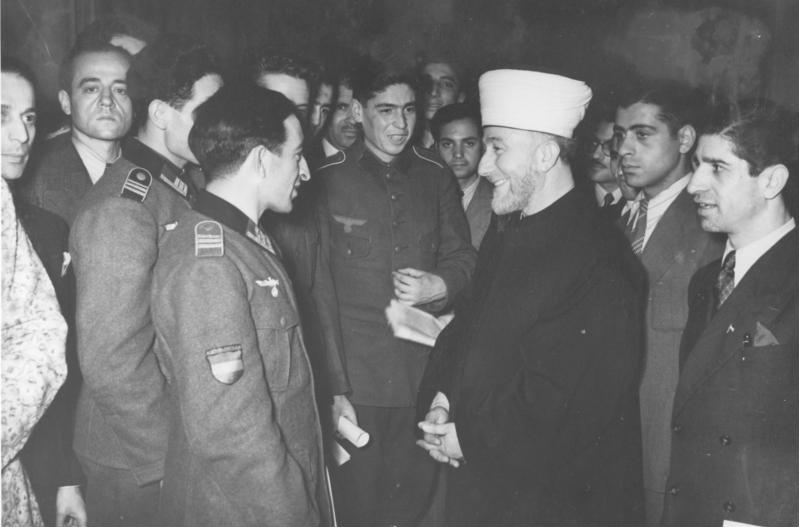
Азербайджанские легионеры и Амин аль-Хусейни

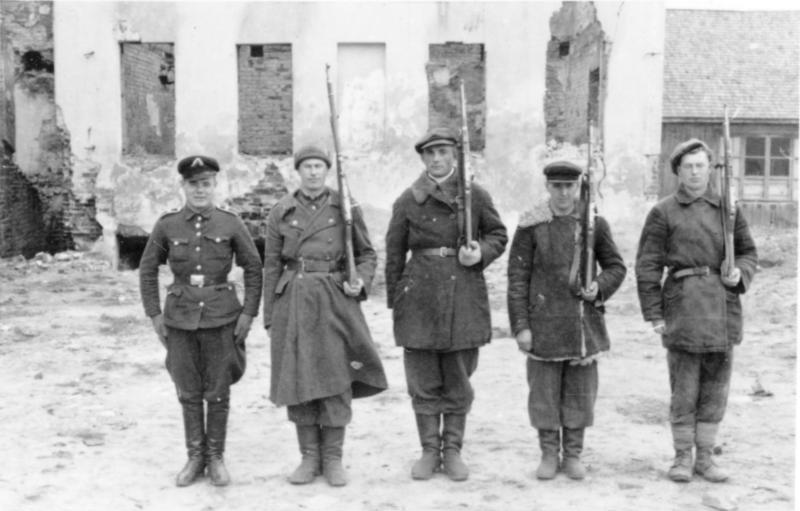
Бригада «Зиглинг»

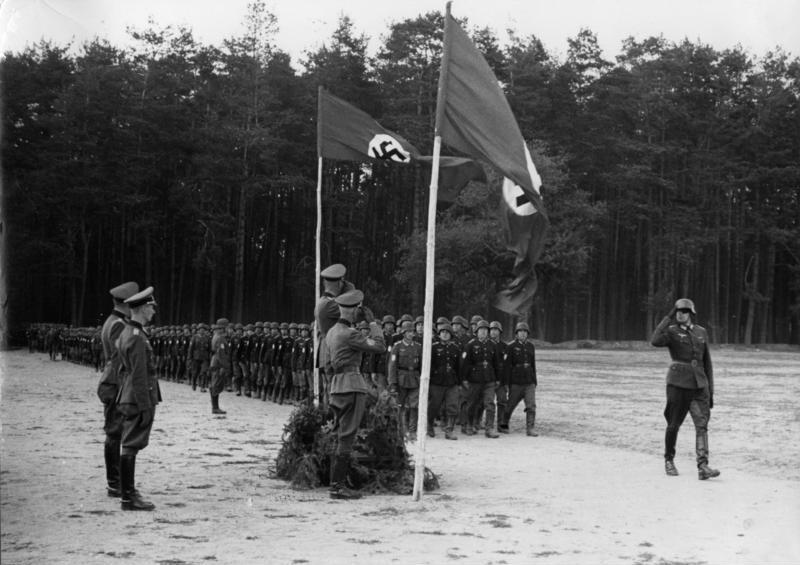
Марш татарских солдат легиона «Идель-Урал»

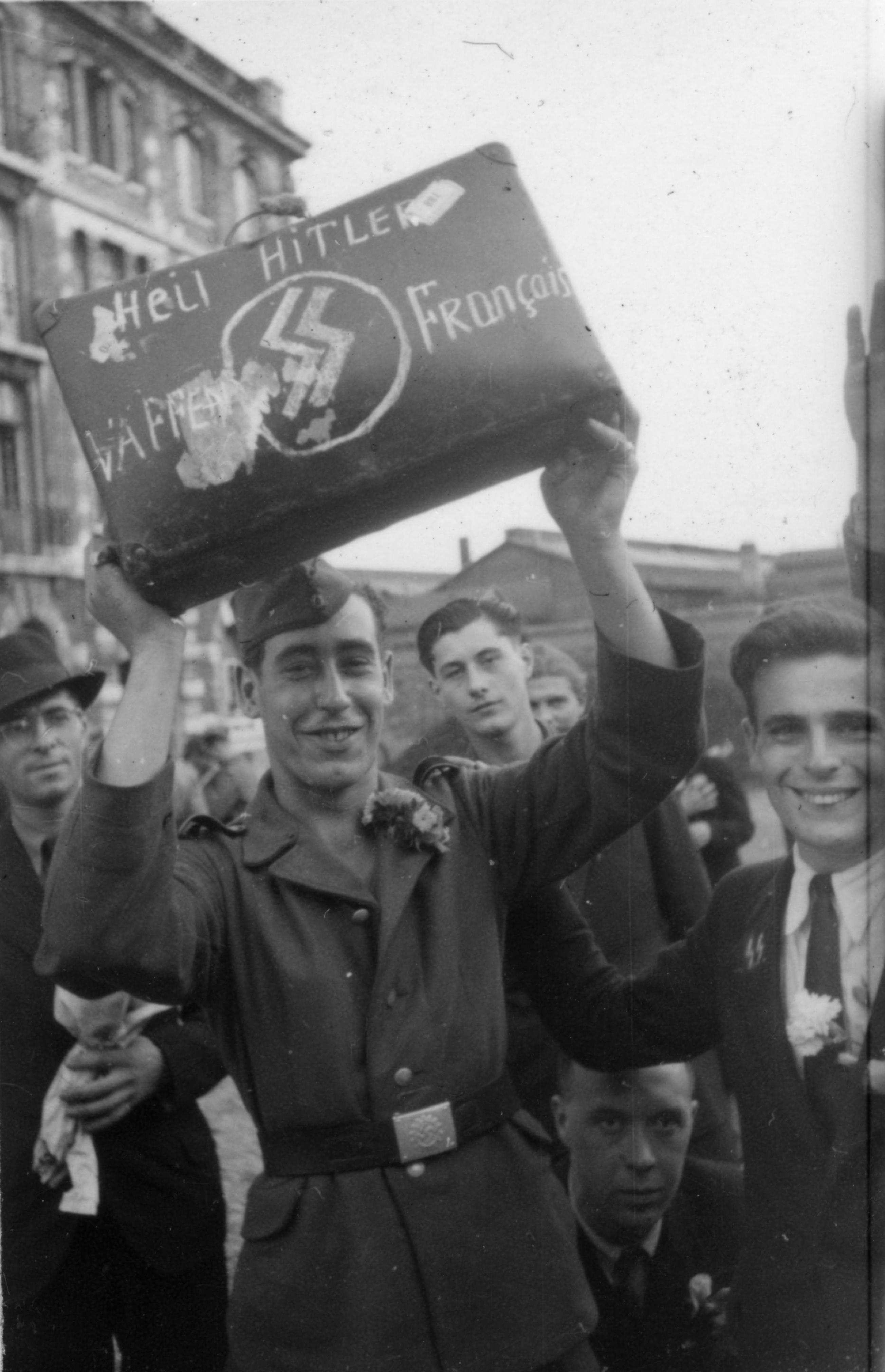
Французские легионеры СС

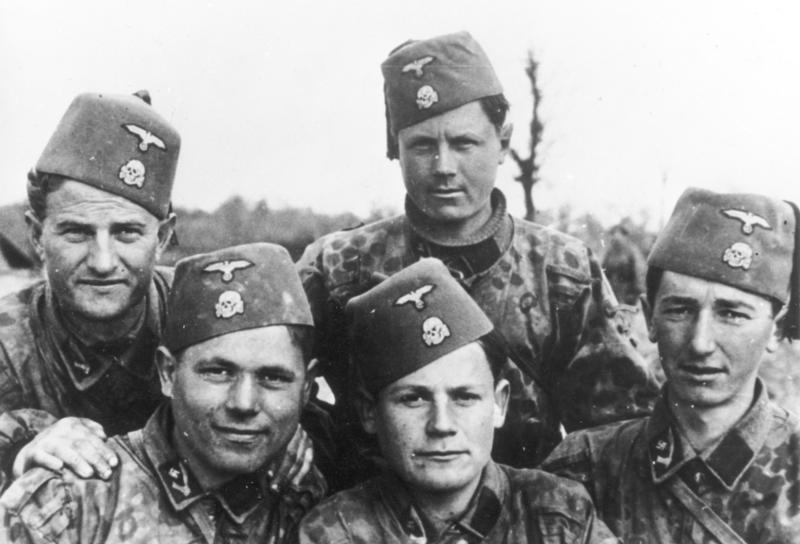
Солдаты 13-й дивизии СС «Ханджар»

### Корпуса
- VI добровольческий армейский корпус СС (латышский)
- IX горный армейский корпус СС (хорватский)
- XV казачий кавалерийский корпус СС
- XVII армейский корпус СС (венгерский)

### Дивизии
- 5-я танковая дивизия СС «Викинг» — фламандцы, голландцы, валлоны, датчане, норвежцы, эстонцы и финны;
- 7-я добровольческая горнопехотная дивизия СС «Принц Евгений» — фольксдойче Хорватии, Сербии, Венгрии и Румынии;
- 11-я добровольческая моторизованная дивизия СС «Нордланд» — скандинавы.
- 13-я добровольческая горнопехотная дивизия СС «Ханджар» (1-я хорватская);
- 14-я добровольческая пехотная дивизия СС «Галиция» (1-я украинская);
- 15-я добровольческая пехотная дивизия СС (1-я латышская);
- 18-я добровольческая моторизованная дивизия СС «Хорст Вессель» — венгерские фольксдойче;
- 19-я добровольческая пехотная дивизия СС (2-я латышская);
- 20-я добровольческая пехотная дивизия СС (1-я эстонская);
- 21-я добровольческая горнопехотная дивизия СС «Скандербег» (1-я албанская);
- 22-я кавалерийская дивизия СС «Мария Терезия» — венгерские фольксдойче;
- 23-я добровольческая горнопехотная дивизия СС «Кама» (2-я хорватская);
- 23-я добровольческая моторизованная дивизия СС «Недерланд» (1-я голландская)
- 24-я добровольческая горнопехотная дивизия СС «Карстъегер» — в основном итальянские, но также и словацкие, украинские, сербские и хорватские добровольцы;
- 25-я добровольческая пехотная дивизия СС «Хуньяди» (1-я венгерская);
- 26-я добровольческая пехотная дивизия СС (2-я венгерская);
- 27-я добровольческая пехотная дивизия СС «Лангемарк» (1-я фламандская)
- 28-я добровольческая пехотная дивизия СС «Валлония» (1-я валлонская)
- 29-я добровольческая пехотная дивизия СС «РОНА» (1-я русская) (август — октябрь 1944) — выведена в октябре 1944-го в Нойхаммер и расформирован, в январе 1945 номер дивизии был присвоен итальянской);
- 29-я добровольческая пехотная дивизия СС «Италия» (1-я итальянская)
- 30-я добровольческая пехотная дивизия СС (2-я русская) — 2-я русская, август — декабрь 1944, позже переименована в 1-ю белорусскую;
- 30-я добровольческая пехотная дивизия СС (1-я белорусская)
- 31-я добровольческая пехотная дивизия СС — фольксдойче;
- 33-я кавалерийская дивизия СС (3-я венгерская)
- 33-я добровольческая пехотная дивизия СС «Шарлемань» (1-я французская);
- 34-я добровольческая пехотная дивизия СС «Ландсторм Недерланд» (2-я голландская);
- 36-я добровольческая пехотная дивизия СС — немецкие заключённые и «восточные добровольцы»;
- 37-я кавалерийская дивизия СС «Лютцов» — немцы Рейха и венгерские фольксдойче.

### Бригады
Существовали небольшие соединения войск СС, которые не достигали размеров дивизии (только первую половину дивизий с номерами до 20-й можно было назвать дивизиями):
- 1-я русская национальная бригада СС «Дружина»;
- 2-я латышская добровольческая бригада СС (2. Lettische SS-Freiwilligen Brigade)
- 3-я эстонская добровольческая бригада СС (3. Estnische SS-Freiwilligen Brigade)
- 4-я добровольческая моторизованная бригада СС «Недерланд» (grenadier Brigade «Nederland»)
- 5-я добровольческая штурмовая бригада СС «Валлония» (5. SS-Freiwilligen Sturmbrigade «Wallonien»)
- 6-я добровольческая штурмовая бригада СС «Лангемарк» (6. SS-Freiwilligen Sturmbrigade «Langemarck»)
- 7-я добровольческая пехотная бригада СС «Шарлемань» (7. Waffen-Grenadiere Brigade de SS «Charlemagne»)
- 8-я татарская горнопехотная бригада СС (8. Waffen-Grenadiere der SS (Tatar Nr.1))
- 9-я добровольческая пехотная бригада СС (1-я итальянская) (9. Waffen-Grenadiere der SS (italienische Nr.1))
- 10-я добровольческая пехотная бригада СС «Ландсторм Недерланд» (10. SS-Freiwilligen Grenadierbrigade «Landstorm Nederland»)
- Добровольческая пехотная бригада войск СС (1-я белорусская)
- Болгарская противотанковая бригада войск СС (1-я болгарская);
- Шуцманшафт бригада «Зиглинг»

### Полки
- Восточно-тюркское соединение СС (Osttürkischen Waffen-Verband der SS) — остатки 1-го Восточно-мусульманского полка, боевые группы «Идель-Урал» и «Крым» (в составе 2500 солдат; для татар, башкир, караимов и азербайджанцев)

- 103-й танково-истребительный полк СС (1-й румынский)
- Добровольческий пехотный полк СС (2-й румынский)
- Добровольческий полк СС «Варяг»
- Полк «Таллин»
- Татарский горнопехотный полк СС

### Батальоны
- Лыжно-егерский батальон СС «Норвегия»;
- Финский добровольческий батальон войск СС (некоторое время участвовал в боях в составе 5-й танковой дивизии СС «Викинг»)[4];

### Роты
- Чешская добровольческая рота СС
- Финская рота СС[англ.] (сентябрь 1944–май 1945)[5][6];
- 101-я и 102-я добровольческие роты войск СС (испанские) (образовывали маленький испанский легион на Восточном фронте);

### Легионы
- Волжско-татарский легион
- Туркестанский легион
- Гуральский добровольческий легион СС
- Кавказский легион СС (использовалось против партизан);
- Латышский добровольческий легион СС (Lettische SS-Freiwilligen-Legion)
- Индийский добровольческий легион СС «Свободная Индия» (Indische Freiwilligen-Legion Regiment 950) — был использован несколько раз на «Атлантическом вале» и в Нормандии в 1944 году;
- Норвежский легион СС;
- Фламандский легион СС
- Эстонский легион СС

### Добровольческие корпуса
- Американский добровольческий корпус СС (также известен как бригада «Джордж Вашингтон»)
- Британский добровольческий корпус СС (British Free Corps, Freecorps, St. George’s Legion)
- Добровольческий корпус СС «Данмарк» (1-й датский)
- Добровольческий корпус СС «Шальбург»
- Сербский добровольческий корпус войск СС

### Прочее
- Боевая группа «Крым» (SS-Waffengruppe Krim)
- Кавказское формирование войск СС
- Безен Перро[англ.]: набирался из бретонских националистов и сепаратистов

## Количество зачисленных добровольцев

### СССР
Как указывает историк Олег Романько, в 1941—1945 годах в формированиях восточных легионов вермахта и СС прошло службу от 310 до 325 тыс. выходцев с Поволжья, Кавказа, Закавказья и Средней Азии, а именно:
- около 180 тыс. «туркестанцев»;
- около 28—30 тыс. северокавказцев;
- около 20 тыс. грузин;
- около 18 тыс. армян;
- около 25—35 тыс. азербайджанцев;
- около 40 тыс. представителей народов Поволжья.

В общей сложности это составляет 15 % от общего количества иностранных добровольцев в вооружённых силах нацистской Германии (около 2 млн человек), 20-23 % от общего количества добровольцев из числа советских граждан (1,3—1,5 млн человек).

### Восточная Европа
- Латыши: 115 тысяч (включая другие немецкие формирования)[8].
- Русские и казаки: 100 тысяч
- Украинцы: 250 тысяч
- Эстонцы: 20 тысяч
- Хорваты и боснийцы: 20 тысяч
- Сербы: 15 тысяч
- Белорусы: 12 тысяч
- Тюрки: 8 тысяч
- Румыны: 5 тысяч
- Албанцы: 3 тысячи
- Болгары: 1 тысяча
- Финны: до 3 тысяч[9]
- Армяне: 3 тысячи

### Западная Европа
- Голландцы: 50 тысяч
- Фламандцы: 23 тысячи
- Итальянцы: 20 тысяч
- Валлонцы: 15 тысяч
- Датчане: 11 тысяч
- Французы: 8 тысяч
- Норвежцы: 6 тысяч
- Испанцы, швейцарцы, шведы, люксембуржцы, британцы: 4 тысячи

### Фольксдойче (по регионам)
- Венгрия: 80 тысяч
- Чехословакия: 45 тысяч
- Хорватия: 25 тысяч
- Восточная Европа: 16 тысяч
- Румыния: 8 тысяч
- Польша: 5 тысяч
- Сербия: 5 тысяч
- Скандинавия: 775 тысяч
- СССР: 100 тысяч
- Франция: 84 тысячи

Люксембург: 18-38 людей
Австрия: 2000-3120 
- Другие страны: 41[10]

## Неосуществлённые проекты
В СС служили представители почти всех европейских национальностей. Создать вооружённые подразделения СС для чехов, греков, армян, литовцев, швейцарцев, ирландцев и португальцев не удалось, поскольку времени у СС не было. Также не удалось создать несколько дополнительных дивизий СС:
- Мусульманская дивизия СС «Нойе Туркестан»: её попытки создания не увенчались успехом, а добровольческие легионы тюркских народов не могли составить основу для легиона.
- 41-я пехотная дивизия СС «Калевала»: изначально планировалось назвать таким образом дивизию СС «Викинг» и привлекать туда финнов, однако по политическим мотивам этого сделано не было.
- Горнопехотная дивизия СС «Карпаты»: её формирование входило в планы бригадефюрера СС Отто Густава фон Вехтера (Wechter, 8.7.1901 — 10.09.1949) наряду с пехотной «Галичина» и танковой «Лемберг», но эти планы не были реализованы[11].
- Танковая дивизия СС «Лемберг»: как и дивизию СС «Карпаты», это подразделение не удалось создать.

## Особенности венгерских частей войск СС
Служба венгерских граждан в войсках СС была урегулирована договором от 14 апреля 1944 года с правительством Ференца Салаши, согласно которому служба в войсках СС была приравнена к службе в регулярной венгерской армии.